# Tickets (película)
Tickets  es una película de antología de comedia dramática de 2005 dirigida por Ermanno Olmi, Abbas Kiarostami y Ken Loach. Fue escrito por Ermanno Olmi, Abbas Kiarostami y Paul Laverty. Tres historias interconectadas se desarrollan en un viaje en tren de Innsbruck a Roma.

## Sinopsis
Tres historias interconectadas se desarrollan en un viaje en tren de Innsbruck a Roma. A bordo hay una familia de refugiados albaneses, un profesor que sueña con hablar con un amor perdido, tres escoceses que son aficionados al fútbol y una viuda cuyo marido acaba de morir. Los intercambios entre todas estas personas harán que el viaje sea más corto: donde la cortesía, la amabilidad, el nacionalismo y las oportunidades se mezclarán.

## Elenco
- Carlo Delle Piane ,
- Valeria Bruni Tedeschi
- Silvana De Santis
- Filippo Trojano
- Gary Maitland
- William Ruan

## Ficha técnica
- Título: Tickets
- Título original: Tickets
- Dirigida y escrita por: Ermanno Olmi, Ken Loach y Abbas Kiarostami
- Productores: Gianluca Chiaretti, Carlo Cresto-Dina, Babak Karimi, Rebecca O'Brien, Domenico Procacci y Paul Trijbits
- Composición: George Fenton
- Fotografía: Mahmoud Kalari, Chris Menges y Fabio Olmi
- Formato: Color
- Sonido: Dolby Digital
- Duración: 109 minutos
- Género: Drama

- Fecha de lanzamiento: 2005

## Adaptación para su visión en el hogar
La película fue lanzada en DVD por Artificial Eye para la región 2. Los extras cuentan con el tráiler teatral original, imágenes detrás de escena, entrevistas con el director y el elenco, notas de producción y filmografías. 

## Premios
Por esta película, Silvana De Santis recibió una nominación a Mejor Actriz de Reparto en los Nastri d'Argento de 2006.